# 러스티 컨디에프
러스티 컨디프(Rusty Cundieff, 1960년 12월 13일 ~ )는 미국의 배우, 영화 감독, 각본가, 텔레비전 배우, 텔레비전 감독이다.
피츠버그에서 태어났다.

## 영화
- 테일즈 프롬 더 후드 2 (2018년)
- 화이트 워터 (2015년)
- 채펠스 쇼 (2003년) - 본인 역
- 스프렁 (1997년)
- 테일 프롬 더 후드 (1995년)
- 스쿨 데이즈 (1988년)
- 우리 생애 나날들 (1965년)